# Unnatural Selection (Stargate SG-1)
Unnatural Selection (Selección Antinatural) es el decimosegundo episodio de la sexta temporada de la serie de televisión de ciencia ficción Stargate SG-1, y el episodio Nº 122 de toda la serie. Este episodio es la Parte 2 de 2, siendo precedida por "Prometheus".

## Trama
Thor, que ha rescatado al SG-1, les informa que necesita su ayuda para derrotar a los Replicadores. Les explican que lograron reunir a todos los Replicadores en el planeta Halla, usando una señal encontrada en la androide Reese. Los Asgard entonces intentaron atraparlos usando un dispositivo de dilatación temporal, que crearía un campo alrededor del planeta y dentro del cual el tiempo pasaría más lento que afuera, pero por alguna razón el plan no funcionó. Thor dice que si los Replicadores escapan, destruirán a los Asgard, y eventualmente irán tras los recursos que posee la Vía Láctea, por lo que pide al equipo usar al Prometeo para llegar a Halla, debido a que es una tecnología que por ser muy primitiva no alertara a los Replicantes, para reactivar el dispositivo de dilatación. 
Aunque O'Neill no está seguro de aceptar, Thor trae la nave de vuelta a la Tierra donde transporta a bordo armamento y alimento del SGC para la misión, además de teletransportar al resto de los pasajeros del Prometeo al interior de la base.
Mientras va camino a la Galaxia Ida, O'Neill utiliza un comunicador holográfico para informar a Hammond de la situación. Después habla con Carter sobre el plan Asgard y posteriormente va a una bodega a comer algo junto a Jonas y Teal'c. Más adelante, salen del hiperespacio y Thor comunica que detectaron que el dispositivo si fue activado, pero al revés. El tiempo pasa más rápido adentro del campo que afuera. A pesar de las dudas de Jack, Thor les desea suerte y el SG-1 continua con el Prometeo hasta Halla.
Al llegar son escaneados por una nave Replicante, pero esta pasa de largo. Prometeo desciende sobre el planeta, el cual solo posee una construcción en la superficie. El equipo se adentra allí y descubre el dispositivo de dilatación temporal, pero también a un extraño hombre. Pronto llegan cuatro más y uno de ellos al ver a Carter manipulando el dispositivo, le exige detenerse. El grupo afirma ser Replicadores evolucionados. Al oír esto, el SG-1 les dispara pero sin éxito. Entonces varios replicadores insectos rodean al equipo y los obligan a desarmarse. El líder de los 5 Replicadores con forma humana luego le ofrece su mano a O'Neill pero cuando este la estrecha, el hombre mete su otra mano en la cabeza de O'Neill. De repente, Jack aparece en la sala del portal junto con el hombre, el cual le explica que están en su mente inconsciente. El Replicador busca acceder a los recuerdos sobre los mundos visitados por O'Neill, y para ello lo obliga a atravesar el portal imaginario junto con él.
El SG-1 despierta después en el Prometeo, constatando que todos han experimentado lo mismo. Para acabar con esta nueva amenaza el equipo decide hacer explotar los motores de Hiperpropulsión. Sin embargo cuando van hacer esto un Replicador humano, llamado "Quinto", llega y les dice que están invitados a una cena junto con los otros. El equipo regresa al edificio, donde el denominado "Primero" habla sobre su historia. En vez de estar compuestos de grandes bloques, ellos están formados por microscópicas unidades celulares. "Primero" dice además que fue él quien manipuló el dispositivo de dilatación. Más adelante conversan sobre Reese y el error que tenía en sus sistemas. Primero dice que intentaron corregir ese error en Quinto, pero este solo ha demostrado ser débil. Luego, Quinto debe leer también las mentes del SG-1, y Carter se ofrece primero. Sin embargo, aparecen en la parte de la mente de Quinto que solo le pertenece a él (ya que todos están conectados), y entonces ambos desarrollan un plan para reparar el dispositivo de dilatación.
El SG-1 despierta luego y habla con Quinto, quien dice ya ha reconfigurado el dispositivo. Mientras Jonas y Teal'c preparan la nave para partir, Carter programa el aparato. Sin embargo, O'Neill le ordena secretamente que lo ajuste 3 minutos, en vez de 5 como prometieron a Quinto. Entonces los 2 corren a la nave, diciéndole a Quinto que los encuentre allí poco después de 3 minutos, ya que él se queda para asegurarse que nadie manipule el aparato antes de escapar con ellos. Repentinamente "Primero" aparece y le dice a Quinto que lo han traicionado, pero él está convencido de la honorabilidad del SG-1. Quinto mira entonces el contador y queda perplejo al ver que ya casi llega a cero. El SG-1 logra apenas salir del planeta, justo cuando el aparato se activa. Aunque han cumplido su misión, Carter y Jonas se sienten mal por haber usado la "humanidad" de Quinto en su contra.

## Producción
- "Esta es la penúltima batalla, Ragnarok, Asgard contra Replicadores, por todo -- o nada".

(Escritor / Productor supervisor Joseph Mallozzi, en el grupo de discusión de Fanes de SG-1)

## Artistas invitados
- Ian Buchanan como Primero.
- Patrick Currie como Quinto.
- Gary Jones como Walter Harriman.
- Kristina Copeland como Segundo.
- Tahmoh Penikett como Tecero.
- Rebecca Robbins como Cuarto.
- Shannon Powell como Sexto.
- Dan Shea como el Sargento Siler.
- Michael Shanks como Thor (voz).
- Teryl Rothery como la Dra. Fraiser.[4]